# Snaaskerke
Snaaskerke is een polderdorp langs het kanaal Plassendale-Nieuwpoort in de Belgische provincie West-Vlaanderen, het was een zelfstandige gemeente tot aan de gemeentelijke herindeling van 1977 toen het dorp een deelgemeente werd van Gistel, net als Moere en Zevekote.

## Geschiedenis

### Ontstaan
Voorwerpen uit de Romeinse tijd, gevonden tijdens de 19e-eeuwse turfwinning, wijzen op activiteiten op de plek die later Snaaskerke zou worden. In die tijd werd in het naburige Leffinge aan zoutwinning gedaan, en een paar kilometer daarvandaan was het belangrijk Romeinse castellum van Oudenburg gevestigd.
Snaaskerke is vermoedelijk ontstaan na de laatste transgressie, omstreeks het jaar 1000. De nederzetting groeide rond een kasteel, de huidige hoeve 'Vanmassenhove'. De naam zou een vorm zijn van de benaming 'Sint-Ignaeskerke'.

### Het Kanaal
De zeehaven van Oostende, die werd aangelegd in de eerste helft van de 15e eeuw, stond via een overdracht in Snaaskerke, in verbinding met de Ieperlee en zo met de Vlaamse binnenwateren. Deze overdracht zorgde voor een zekere bloei van dit dorpje. In 1620 was het sas van Plassendale voltooid en tegen 1623 was het kanaal Oostende-Plassendale gegraven. Hiertegen kon de overdracht in Snaaskerke niet concurreren en in 1629 werd deze activiteit gestaakt. In de periode 1632 – 1640 werd het kanaal Plassendale-Nieuwpoort uitgegraven, grotendeels in de bedding van de Ieperlee. In 1660 werd een kleine sas gebouwd die de oude overdrachtactiviteiten nieuw leven moest inblazen. Maar doordat ditzelfde jaar nog begonnen werd aan een voorloper van Sas-Slijkens nabij Oostende werd het sas van Snaaskerke al snel als een 'Verloren Kost' beschouwd. Het Snaaskerkse gehucht ten noorden van het kanaal, waar het sas zich bevond, draagt nog steeds deze naam.

### Inpoldering
Op het einde van de 16e eeuw staken de Geuzen, ter verdediging van de stad Oostende de oostelijke duinen door. Het hele achterland werd herschapen in een uitgestrekt wad, doorsneden door smalle, diepe kreken die het zeewater bij hoogtij tot aan Oudenburg, Snaaskerke en Leffinge brachten. Na het beleg van Oostende bleef men de nieuwe oostelijk havengeul behouden en deden de overstroomde gebieden dienst als spoeldok om de havengeul zandvrij te houden. Geleidelijk werd alles opnieuw ingepolderd en vormden zich de Oostendse polders in het Oostends Krekengebied, doorkruist door vele polderdijken en restanten van de kreken. De Snaaskerkse polder was een van de eerste gebieden die opnieuw werd drooggelegd. Maar nadat men een nieuwe schorrendijk had aangelegd en enkele hoeven had afgebroken, stak men in 1721 de dijk opnieuw door ten behoeve van een spoeldok. Resten van het sas 'Verloren Kost' werden gebruikt voor een afwateringssluis. Het hele project was echter een fiasco. Ondertussen was Snaaskerke gedurende tientallen jaren afgesneden van Oostende en werd het een vergeten polderdorpje. In 1803 werden de polders onder impuls van Napoleon opnieuw afgesloten en werden er plannen gemaakt voor de aanleg van de Spuikom in Oostende. De Snaaskerkepolders, 'het Schorre' (kwelder) genoemd, werden opnieuw droog, en straten werden aangelegd. Typerend is de rastervormige perceelstructuur. Er is hier weinig bebouwing.
Door de vroegere transgressies, was er tot 1 meter afzetting van slib. Later werd in deze polder aan kleiwinning gedaan voor bakstenen; nog aanwezige onderwater gelopen kleiputten zijn hier het bewijs van. Door de 18e-eeuwse overstromingen was er veel afzetting van zand in de kreken. Begin 21e eeuw vindt er zandwinning plaats.
In 1883 werd te Snaaskerke een suikerfabriek opgericht, de 'Sucrerie de l'Espérance' genaamd. Deze werd tijdens de Eerste Wereldoorlog gesloopt door de Duitsers.

## Demografische ontwikkeling
- Bronnen:NIS, Opm:1831 tot en met 1970=volkstellingen; 1976 = inwoneraantal op 31 december

## Bezienswaardigheden

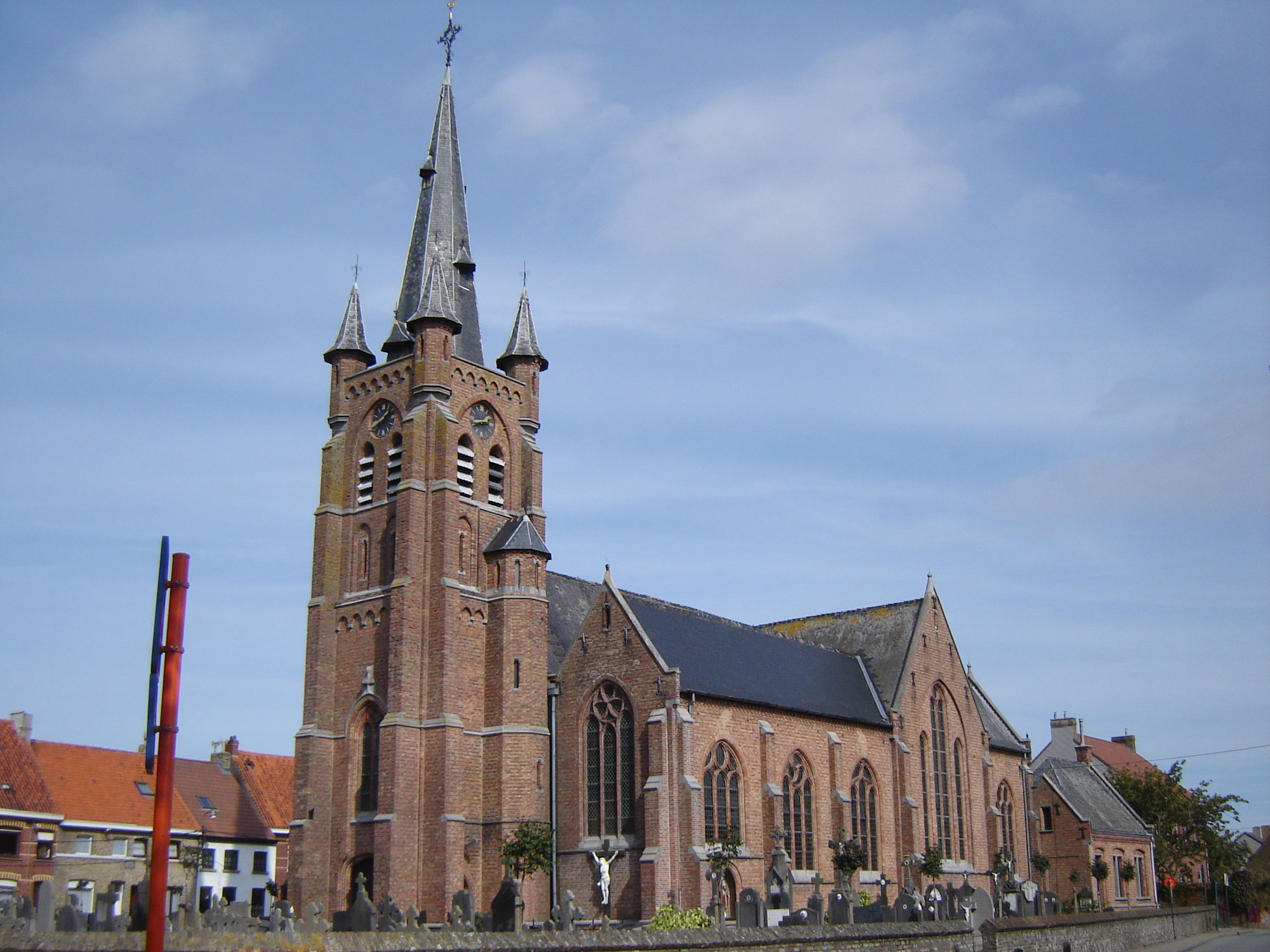
Sint-Corneliuskerk

- De neogotische Sint-Corneliuskerk werd in 1913 gebouwd, ter vervanging van de kerk die in 1911 afbrandde.
- De historische bergschuur of 'mikke' aan de Bergschuurstraat bestond reeds in 1664.[1]
- Graansilo Catrysse aan de Kalseidebrug werd later een woon- en werkruimte waarbij een deel van de oorspronkelijke installatie behouden bleef.

## Natuur en landschap
Snaaskerke is een landbouwdorp dat ligt in het West-Vlaams poldergebied op een hoogte van ongeveer 2,5 meter. De belangrijkste waterloop is het Kanaal Plassendale-Nieuwpoort. In het noordoosten ligt het Oostends Krekengebied en in het noordwesten de Snaaskerkepolder, aangelegd in 1803 met rastervormige perceelindeling en nog enkele kleiputten bevattend.

## Overleden
- Jan Van Campenhout (1907-1972), Belgisch kunstschilder en graficus
- P.C. Paardekooper (1920-2013), Nederlands taalkundige

## Trivia
- Snaaskerke ligt op een kruispunt van het internationale fietspad langs het kanaal, lokaal de 'vaart' genoemd, en het regionale fietspad de ‘Groene 62' langs de oude spoorwegbedding tussen Oostende en Torhout.

## Nabijgelegen kernen
Leffinge, Stene, Zandvoorde, Oudenburg, Gistel